# マルガレータ・ド・リュクサンブール
マルガレータ・ド・リュクサンブール（Margaretha de Luxembourg, 1957年5月15日 - ）は、ルクセンブルク大公国の大公家の一員で、アンリ大公の妹。リヒテンシュタイン侯子ニコラウスの妻。
結婚後はマルガレータ・フォン・リヒテンシュタイン（Prinzessin Margaretha von und zu Liechtenstein, Gräfin zu Rietberg）の姓名を名乗る。

## 経歴
ルクセンブルク大公ジャンとその妻のジョゼフィーヌ＝シャルロット大公妃の間の第4子、次女。双子の片割れとして生まれ、双子の兄はジャン大公子である。マルガレータ・アントニア・マリー・フェリシテ（Margaretha Antonia Marie Félicité de Luxembourg）と名付けられた。
ヨーロピアン・スクールのルクセンブルク校で教育を受けたほか、母の郷里ベルギー、アメリカ合衆国、イギリスなどにも留学した経験がある。1975年の18歳の誕生日に、大公家の慣例としてアドルフ・ド・ナッソー勲章の大勲章を受けた。
1982年3月20日にルクセンブルク市のノートルダム大聖堂において、リヒテンシュタイン公フランツ・ヨーゼフ2世の三男ニコラウス侯子と結婚した。

## 子女
夫との間に2男2女をもうけた。
- レオポルト・エマヌエル（1984年5月20日） - 誕生当日に夭折
- マリア・アヌンツィアータ・アストリート・ヨゼフィーネ・フェロニカ（1985年5月12日 - ） - 2021年にカルロ・エマヌエーレ・ムジーニと結婚
- マリー・アストリート・ノーラ・マルガレータ・フェロニカ（1987年6月26日 - ） - 2021年にラファエル・ワシントンと結婚
- ヨーゼフ・エマヌエル・レオポルト・マリー（1989年5月7日 - ） - 2022年3月25日にコロンビア人のマリア・クラウディア・エチャヴァリア・スレアスと結婚